# Fulvio Tocco
Fulvio Tocco (Serrenti, 11 aprile 1952) è un politico italiano, primo ed unico presidente dell'ex Provincia del Medio Campidano.
Esponente del Partito Democratico e impegnato nel progetto della Sinistra federalista sarda, ha lavorato al riconoscimento dell'autonomia territoriale del Medio Campidano, ottenendo lo scorporo dalla vecchia provincia di Cagliari.
È stato eletto presidente della Provincia nel turno elettorale del 2005 (elezioni dell'8 e 9 maggio), raccogliendo il 67,2% dei voti in rappresentanza di una coalizione di centrosinistra. Venne sostenuto, in consiglio provinciale, da una maggioranza costituita da Democratici di Sinistra, La Margherita, Partito della Rifondazione Comunista e UDEUR. È stato riconfermato presidente alle elezioni provinciali del 2010.